# شهرستان کامیشلوفسکی
شهرستان کامیشلوفسکی (به لاتین: Kamyshlovsky District) یک شهرستان در روسیه است که در استان سوردلوفسک واقع شده‌است.